# David von Augsburg
David von Augsburg (* um 1200; † 15. oder 19. November 1272 in Augsburg) war
mystischer Schriftsteller und einer der frühesten Lehrer des Franziskanerordens in Deutschland. Er studierte und lehrte am Studium generale der Sächsischen Franziskanerprovinz in Magdeburg, wurde dann Novizenmeister in Regensburg und übersiedelte 1243 nach Augsburg. Der Lehrer und Freund Bertholds von Regensburg starb 1272 in Augsburg.
Außer zahlreichen lateinischen Schriften verfasste er aszetische Schriften als einer der ersten Autoren auch in deutscher Sprache; sechs davon hat Franz Pfeiffer in Deutsche Mystiker des 13. Jahrhunderts (Leipzig 1845) herausgegeben. Pfeiffer hält ihn auch für den Verfasser des Schwabenspiegels.

## Schriften (Auswahl)
- MS-B-176 – Gerardus de Zutphania. Bonaventura. Johannes de Schonhavia. Petrus de Alliaco. David de Augusta. Gerlacus Petri. Johannes Cassianus. Bernardus Claraevallensis et alia (Sammelhandschrift). Ostniederlande [15. Jh., 3. Viertel] Digitalisat
- Pia et devota opuscula, Augsburg 1596.
- De exterioris et interiosis hominis compositione secundum triplicem statum incipientium, proficientium et perfectorum libri tres (Unterweisungen für Novizen und Mönche). Übersetzt von Thomas Villanova (Reihe Wegweiser zur christlichen Vollkommenheit). Brixen 1902 (entstanden um  1240).
- Die sieben Staffeln des Gebetes. In der deutschen Originalfassung herausgegeben von Kurt Ruh (= Kleine deutsche Prosadenkmäler des Mittelalters, Bd. 1). Fink, München 1965.
- Vom äußeren und inneren Menschen (De compositione exterioris et interioris hominis). Übersetzt und herausgegeben von Marianne Schlosser. Eos-Verlag, St. Ottilien 2009, ISBN 978-3-8306-7360-6.